# Districte de Briude
El Districte de Briude és un dels tres districtes del departament francès de l'Alt Loira, a la regió d'Alvèrnia-Roine-Alps. Té 10 cantons i 115 municipis. El cap del districte és la sotsprefectura de Briude.

## Cantons
cantó d'Auson - cantó de Blela - cantó de Briude Nord - cantó de Briude Sud - cantó de La Chasa Dieu - cantó de Lanjac - cantó de La Vòuta - cantó de Paulhaguet - cantó de Pinòus - cantó de Saug